# Kapitularz Diuną
Kapitularz Diuną; Diuna: Kapitularz – szósta i ostatnia część oryginalnych kronik Diuny Franka Herberta, opublikowana w 1985 roku. Opisuje ona wydarzenia następujące bezpośrednio po tych przedstawionych w poprzedniej części (Heretycy Diuny), a więc walkę pomiędzy Dostojnymi Matronami a Bene Gesserit. Wydarzenia rozgrywają się ok. kilkunastu lat po tych przedstawionych w książce Heretycy Diuny.

## Fabuła
Akcja powieści rozgrywa się głównie na jednej z planet Bene Gesserit – Kapitularzu. Na statku pozaprzestrzennym został przetransportowany na planetę ostatni czerw z Diuny (która została spalona przez Dostojne Matrony) i aby wznowić produkcję przyprawy, planetę przekształca się w pustynię – nową Diunę. Zgromadzenie żeńskie zamierza wykorzystać gholę baszara Milesa Tega do przypuszczenia szturmu na główną planetę Dostojnych Matron – Węzeł (byłą stolicę Gildii Kosmicznej). Dodatkowo Bene Gesserit szkolą na Matkę Wielebną Murbellę, byłą Dostojną Matronę.
W wyniku terroru Dostojnych Matron ogarniającego Imperium, znikają Tleilaxanie (ostatni mistrz zostaje uwięziony na statku pozaprzestrzennym znajdującym się na Kapitularzu), Ix podupada (przez ostatnie kilkaset lat nie wynalazła nic nowego), Wielka Konwencja przestała obowiązywać (jedyną siłą sprzeciwiającą się najeźdźcom są Bene Gesserit) a Imperialny wszechświat poddaje się stagnacji (”W dzisiejszych czasach ważny jest ten kto w ogóle podróżuje”). Imperium w formie przedstawionej na początku sagi już właściwie nie istnieje.
W ostatnich rozdziałach książki dochodzi do dramatycznych wydarzeń – Matka Wielebna Darwi Odrade udaje się na Węzeł rzekomo w celach negocjacji. Ghola baszara Milesa Tega przypuszcza na planetę inwazję. Mimo początkowego sukcesu Dostojne Matrony opanowują sytuację. W tym czasie na planetę dociera (już jako Matka Wielebna) Murbella, która podaje się za Dostojną Matronę i w wyniku zlikwidowania Wielkiej Dostojnej Matrony sama obejmuje kierownictwo w tej organizacji. Darwi Odrade ginie jednak podczas walki, a więc Murbella otrzymuje również stanowisko głównej Matki Wielebnej. Dochodzi do fuzji tych dwóch organizacji. Tymczasem gdzieś w Rozproszeniu istnieją siły znacznie większe niż te organizacje i zaczynają zarzucać swoją sieć.
Powieść również wyjaśnia znaczenie Złotego Szlaku z Boga Imperatora Diuny jako „wystrzelenie ludzkości w kosmos”, co ma zapewnić jej przetrwanie i uniezależnienie od jednego ośrodka władzy.